# Edward Mirzojan
Edward Mikajeli Mirzojan, orm. Էդվարդ Միքայելի Միրզոյան, ros. Эдвард Михайлович Мирзоян Edward Michajłowicz Mirzojan (ur. 12 maja 1921 w Gori, zm. 5 października 2012 w Erywaniu) – armeński kompozytor.

## Życiorys
Syn kompozytora Mikajela Mirzojana (1888–1958). Uczył się w szkole muzycznej w Erywaniu (1928–1936) oraz w erywańskim konserwatorium u Wartkesa Taliana (1936–1941). Od 1946 do 1948 roku był uczniem Gienricha Litinskiego i Nikołaja Piejki w Armeńskim Domu Kultury w Moskwie. Od 1948 roku był wykładowcą konserwatorium w Erywaniu, w 1965 roku otrzymał tytuł profesora. Od 1957 roku był przewodniczącym Związku Kompozytorów Armeńskiej SRR, a od 1962 roku sekretarzem Związku Kompozytorów ZSRR. Otrzymał tytuł Ludowego Artysty Armeńskiej SRR (1963) i Ludowego Artysty ZSRR (1981). Odznaczony został armeńskim Orderem Honoru (2011).
Tworzył w stylistyce neoklasycznej, z wykorzystaniem elementów pochodzących z armeńskiego folkloru muzycznego. W jego muzyce dostrzegalne są wpływy Prokofjewa, Szostakowicza i Bartóka.

## Wybrane kompozycje
(na podstawie materiałów źródłowych)

### Utwory orkiestrowe
- Lorenzo Sako (1941)
- Bohaterom Wielkiej Wojny Ojczyźnianej (1944)
- Tańce symfoniczne (1946)
- Uwertura uroczysta (1947)
- Poemat symfoniczny (1955)
- Introdukcja i Perpetuum mobile na skrzypce i orkiestrę (1955)
- Symfonia na orkiestrę smyczkową i kotły (1962)
- Epitafium dla Arama Chaczaturiana (1979)

### Utwory kameralne
- 2 kwartety smyczkowe (I 1947, II 1956)
- Sonata na wiolonczelę i fortepian (1967)

### Utwory fortepianowe
- Poemat (1970)
- Album dla mojej wnuczki (1983)

### Kantaty
- Armenia (1948)
- Kantata świąteczna (1949)
- Kantata o Leninie (1950, wspólnie z Aleksandrem Harutiunianem)